# Нязьва
Нязьва — река в России, протекает в муниципальном округе Карпинск Свердловской области. Устье реки находится в 1,8 км по левому берегу реки Пожвы. Длина реки Нязьвы составляет 16 км. В верховьях до впадения Малой Нязьвы называется Большой Нязьвой.
Высота устья — 419,6 м над уровнем моря.
Исток Нязьвы расположен в горах Северного Урала, к западу от вершины Ольвинский Камень (1042 м над уровнем моря). Исток лежит на главном хребте Уральских гор, здесь проходит граница между Европой и Азией, а также глобальный водораздел между бассейнами Волги и Оби (рядом с истоком Нязьвы берёт начало река Каква).
Генеральное направление течения — запад. Нязьва — горно-таёжная река, течёт по ненаселённой местности, среди холмов, покрытых таёжным лесом. Притоки — Малая Нязьва (левый), Нязьвинская Рассоха (правый).
Впадает в Пожву у южной оконечности хребта Козмер незадолго до впадения самой Пожвы в Тыпыл.

## Данные водного реестра
По данным государственного водного реестра России, Нязьва относится к Камскому бассейновому округу. Водохозяйственный участок — Косьва от истока до Широковского гидроузла, речной подбассейн — бассейны притоков Камы до впадения Белой, речной бассейн — Кама.
Код объекта в государственном водном реестре — 10010100312111100008546.